# UTair Aviation
UTair Aviation (Russisch: ОАО «Авиакомпания «ЮТэйр») is een Russische luchtvaartmaatschappij met haar thuisbasis in Soergoet en Tjoemen. Van hieruit voert zij passagiers-, vracht- en chartervluchten uit zowel binnen als buiten Rusland.

## Geschiedenis
UTair Aviation is in 1991 ontstaan als Tyumen Avia Trans vanuit Aeroflots Tjoemen-divisie. In 2003 wijzigde de naam in UT Air.

## Diensten
UTair Aviation voert lijnvluchten uit (juni 2010) naar:
- Binnenland: Adler-Sotsji, Anapa, Astrakhan, Belgorod, Boegoelma, Tsjeboksary, Tsjeljabinsk, Jekaterinenburg, Kaliningrad, Chanty-Mansiejsk, Kogalym, Krasnodar, Koersk, Magnitogorsk, Machatsjkala, Mineralnye Vody, Mirny, Moskou, Nizjnevartovsk, Nizjni Novgorod, Nojabrsk, Novosibirsk, Novy Oerengoj, Omsk, Orenburg, Orsk, Perm, Petrozavodsk, Rostov aan de Don, Sint-Petersburg, Samara, Soergoet, Sovjetski, Syktyvkar, Tjoemen, Oefa, Oechta, Oeraj, Wolgograd

- Buitenland: Bakoe, Bisjkek, Donetsk, Charkov, Kiev, Chodzjand, Lviv, München, Nachitsjevan, Nikolaev, Simferopol, Jerevan, Frankfurt

## Vloot
De vloot van UTair Aviation bestaat uit: (maart 2019)
- 6 Boeing 737-400
- 30 Boeing 737-500
- 9 Boeing 737-800
- 3 Boeing 767-200
- 15 ATR-72

## Ongelukken
Op 17 maart 2007 stortte een Tupolev Tu-134-vliegtuig van UT Air met 57 mensen aan boord neer op de luchthaven van de Russische stad Samara. Zeven personen kwamen daarbij om het leven.
Op 2 april 2012 stortte een  ATR-72-vliegtuig van UT Air neer op ongeveer 30 kilometer van de Russische stad Tjoemen. Van de 43 mensen aan boord zijn 31 overleden en raakten 12 gewond.